# La Madeleine-de-Nonancourt
La Madeleine-de-Nonancourt és un municipi francès situat al departament de l'Eure i a la regió de Normandia. L'any 2007 tenia 1.181 habitants.

## Demografia

### Població
El 2007 la població de fet de La Madeleine-de-Nonancourt era de 1.181 persones. Hi havia 463 famílies de les quals 98 eren unipersonals (27 homes vivint sols i 71 dones vivint soles), 173 parelles sense fills, 161 parelles amb fills i 31 famílies monoparentals amb fills.
La població ha evolucionat segons el següent gràfic:
Habitants censats

### Habitatges
El 2007 hi havia 566 habitatges, 472 eren l'habitatge principal de la família, 67 eren segones residències i 27 estaven desocupats. 555 eren cases i 7 eren apartaments. Dels 472 habitatges principals, 410 estaven ocupats pels seus propietaris, 45 estaven llogats i ocupats pels llogaters i 17 estaven cedits a títol gratuït; 18 tenien dues cambres, 83 en tenien tres, 128 en tenien quatre i 243 en tenien cinc o més. 326 habitatges disposaven pel capbaix d'una plaça de pàrquing. A 201 habitatges hi havia un automòbil i a 236 n'hi havia dos o més.

### Piràmide de població
La piràmide de població per edats i sexe el 2009 era:
| Homes | Edats   | Dones |
| ----- | ------- | ----- |
| 0     | 95 o +  | 0     |
| 0     | 90 a 94 | 4     |
| 4     | 85 a 89 | 4     |
| 4     | 80 a 84 | 4     |
| 28    | 75 a 79 | 8     |
| 20    | 70 a 74 | 28    |
| 36    | 65 a 69 | 44    |
| 20    | 60 a 64 | 28    |
| 24    | 55 a 59 | 24    |
| 40    | 50 a 54 | 36    |
| 60    | 45 a 49 | 56    |
| 52    | 40 a 44 | 28    |
| 40    | 35 a 39 | 64    |
| 20    | 30 a 34 | 36    |
| 44    | 25 a 29 | 36    |
| 32    | 20 a 24 | 16    |
| 48    | 15 a 19 | 40    |
| 64    | 10 a 14 | 16    |
| 36    | 5 a 9   | 48    |
| 36    | 0 a 4   | 28    |

## Economia
El 2007 la població en edat de treballar era de 784 persones, 594 eren actives i 190 eren inactives. De les 594 persones actives 552 estaven ocupades (266 homes i 286 dones) i 43 estaven aturades (26 homes i 17 dones). De les 190 persones inactives 83 estaven jubilades, 73 estaven estudiant i 34 estaven classificades com a «altres inactius».

### Ingressos
El 2009 a La Madeleine-de-Nonancourt hi havia 465 unitats fiscals que integraven 1.194 persones, la mediana anual d'ingressos fiscals per persona era de 19.820 €.

### Activitats econòmiques
Dels 51 establiments que hi havia el 2007, 6 eren d'empreses de fabricació d'altres productes industrials, 11 d'empreses de construcció, 12 d'empreses de comerç i reparació d'automòbils, 3 d'empreses de transport, 2 d'empreses d'hostatgeria i restauració, 2 d'empreses d'informació i comunicació, 1 d'una empresa financera, 1 d'una empresa immobiliària, 5 d'empreses de serveis, 1 d'una entitat de l'administració pública i 7 d'empreses classificades com a «altres activitats de serveis».
Dels 12 establiments de servei als particulars que hi havia el 2009, 2 eren funeràries, 1 taller de reparació d'automòbils i de material agrícola, 2 paletes, 2 guixaires pintors, 2 lampisteries, 1 electricista, 1 perruqueria i 1 restaurant.
L'únic establiment comercial que hi havia el 2009 era una botiga d'electrodomèstics.
L'any 2000 a La Madeleine-de-Nonancourt hi havia 20 explotacions agrícoles que ocupaven un total de 1.664 hectàrees.

## Equipaments sanitaris i escolars
L'únic equipament sanitari que hi havia el 2009 era una ambulància.
El 2009 hi havia una escola elemental.

## Poblacions més properes
El següent diagrama mostra les poblacions més properes.